# 번영로 (부산)

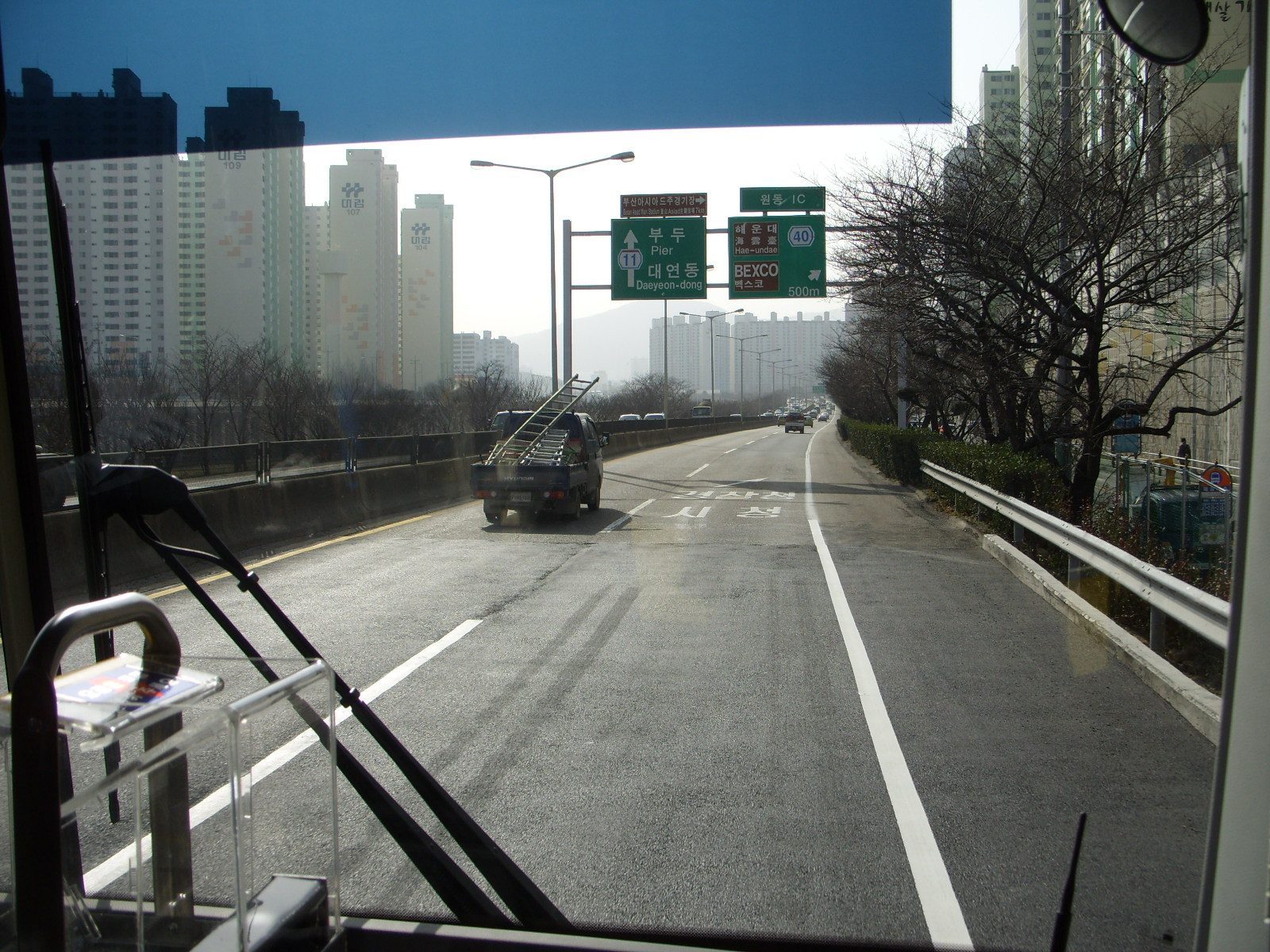
번영로 도심방향 원동 나들목 부근

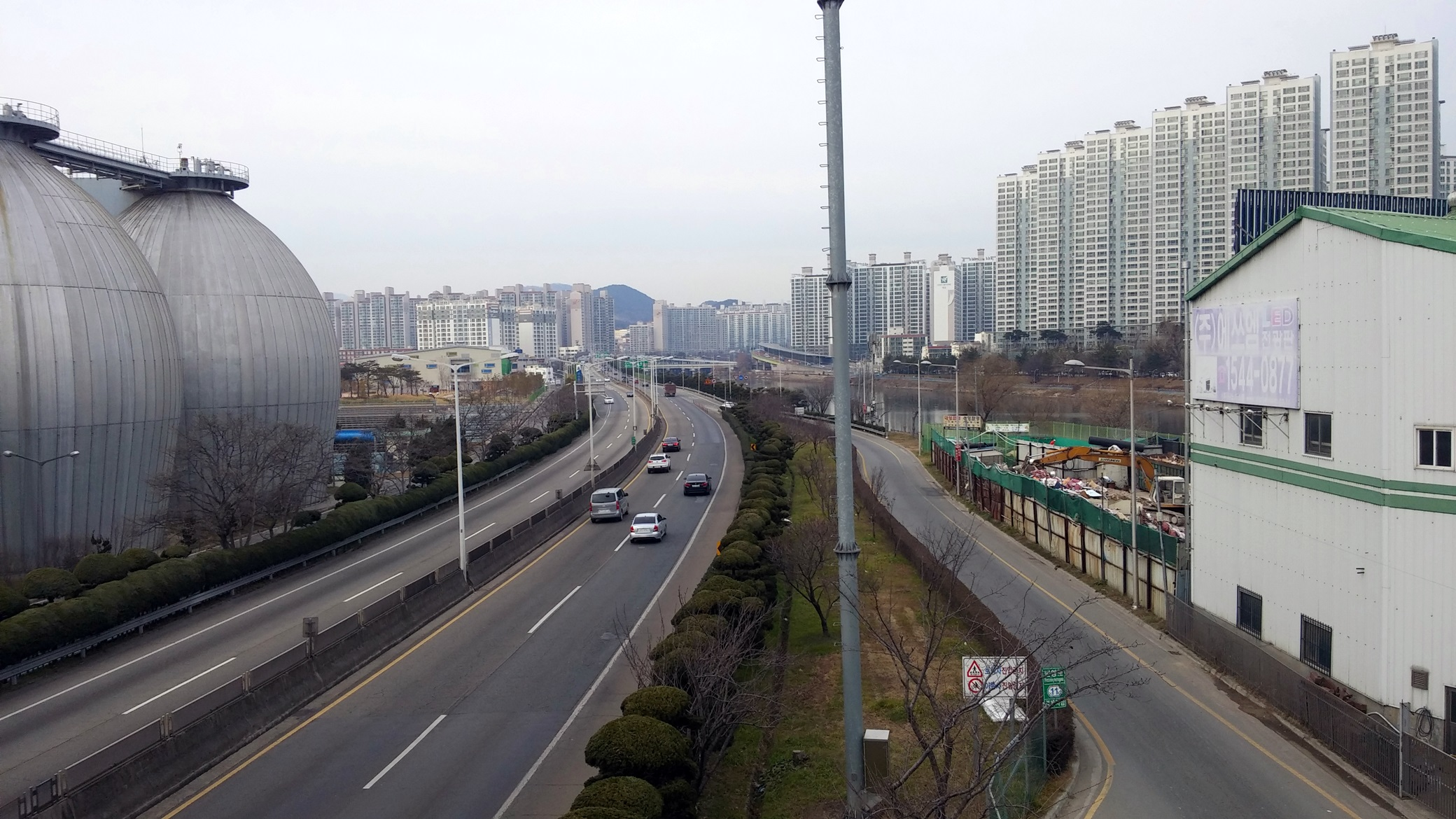
과정교 위에서 촬영한 번영로

번영로(Beonyeong-ro, 繁榮路, 부산광역시도 제11호선, 부산 제1도시고속도로)는 부산광역시 금정구 구서동 구서 나들목에서 동구 좌천동 제5부두를 잇는 부산광역시에서 첫번째로 개통된 도시고속화도로이다.
경부고속도로와 국도 제7호선과 접하여 부산 시내로 빠르게 접근할 수 있도록 하고 있으며 컨테이너 물동량 수송에 중요한 역할을 하고 있다. 게다가 부산광역시에서 교통량이 많은 도로 중 하나로 중앙로와 같이 부산광역시의 핵심 중추 도로이다. 1981년 4월 1일부터 통행료를 징수하기 시작하면서 대연동과 반여동에 요금소가 있었으나 2004년 1월부터 무료화되어 폐쇄되었다.
전 구간이 아시안 하이웨이 1호선과 중복된다. 이 도로를 통하여 남쪽으로는 카페리를 이용하여 일본으로 연결되며, 북쪽으로는 경부고속도로와 연결된다.

## 연혁
- 1977년 5월 : 착공
- 1980년 10월 7일 : 개통 및 번영로로 명명[3]
- 1981년 4월 1일 : 문현 ~ 구서 15.7km 구간에 대해 통행료 징수 개시[4]
- 2007년 3월 21일 : 자동차 전용도로구간에 충장고가로 구간도 포함[5]

## 주요 경유지
부산광역시
- 금정구 - 해운대구 - 동래구 - 수영구 - 남구 - 동구

## 노선
전 구간 자동차 전용도로이며, 이 노선에는 충장고가로 구간도 포함한다.
- 시설물
  - IC : 나들목(Interchange)
  - SA : 휴게소(Service area)
  - TN : 터널(Tunnel)

- (■): 자동차 전용도로 구간

| 구간           | 종류        | 이름                                         | 접속 노선                                                         | 소재지     | 소재지 | 비고                                  |
| -------------- | ----------- | -------------------------------------------- | ----------------------------------------------------------------- | ---------- | --- | ------------------------------------- |
| 충 장 고 가 로 | IC          | 제5부두 시점                                 | 부산광역시도 제71호선 (충장대로)                                  | 부산광역시 | 동구 | 부두 방면 진출, 구서 방면 진입만 가능 |
| 충 장 고 가 로 | IC          | (제5부두)                                    | 부산광역시도 제22호선 (동서고가로)                                | 부산광역시 | 동구 | 부두 방면 진입, 구서 방면 진출만 가능 |
| 충 장 고 가 로 | IC          | 범일                                         | 부산광역시도 제71호선 (충장대로) 부산광역시도 제7101호선 (범일로) | 부산광역시 | 동구 | 부두 방면 진출, 구서 방면 진입만 가능 |
| 충 장 고 가 로 | IC          | 문현                                         | 부산광역시도 제20호선 (수영로)                                    | 부산광역시 | 남구 | 부두 방면 진출, 구서 방면 진입만 가능 |
| 번 영 로       | IC          | 문현                                         | 부산광역시도 제20호선 (수영로)                                    | 부산광역시 | 남구 | 부두 방면 진출, 구서 방면 진입만 가능 |
| TN             | 문현터널    |                                              | 구서 방면 연장 482m 부두 방면 연장 459m                           | 부산광역시 | 남구 |                                       |
| -              | 대연 요금소 |                                              | 철거됨                                                            | 부산광역시 | 남구 |                                       |
| SA             | 대연 휴게소 |                                              | 부두 방면 휴게소                                                  | 부산광역시 | 남구 |                                       |
| TN             | 대연터널    |                                              | 구서 방면 연장 380m 부두 방면 연장 340m                           | 부산광역시 | 남구 |                                       |
| IC             | 대연        | 부산광역시도 제24호선 (황령대로)             | 부두 방면 진출, 구서 방면 진입만 가능                             | 부산광역시 | 남구 |                                       |
| TN             | 광안터널    |                                              | 구서 방면 연장 1,110m 부두 방면 연장 1,090m                       | 부산광역시 | 남구 |                                       |
| TN             | 광안터널    | 수영구                                       | 구서 방면 연장 1,110m 부두 방면 연장 1,090m                       | 부산광역시 | |                                       |
| SA             | 광안 휴게소 |                                              | 구서 방면 휴게소                                                  | 부산광역시 | |                                       |
| TN             | 수영터널    |                                              | 구서 방면 연장 410m, 부두 방면 연장 460m                          | 부산광역시 | |                                       |
| IC             | 망미        | 부산광역시도 제79호선 (좌수영로)             | 구서 방면 진출입만 가능                                           | 부산광역시 | |                                       |
| IC             | 수영        | 온천천로                                     | 동래구                                                            | 부산광역시 | 부두 방면 진입만 가능 |                                       |
| IC             | 원동        | 부산광역시도 제40호선 (충렬대로)             | 동래구                                                            | 부산광역시 | |                                       |
| -              | 반여 요금소 |                                              | 해운대구                                                          | 부산광역시 | 철거됨 |                                       |
| IC             | 금사        | 국도 제14호선 부산광역시도 제91호선 (반송로) | 금정구                                                            | 부산광역시 | 부두 방면 진입, 구서 방면 진출만 가능 |                                       |
| IC             | 석대        | 부산광역시도 제44호선 (수영강변대로)         | 금정구                                                            | 부산광역시 | 부산광역시도 제44호선과 중복 부두 방면 진출, 구서 방면 진입만 가능                                                                                           |                                       |
| IC             | 회동        | 부산광역시도 제81호선 (정관산업로)           | 금정구                                                            | 부산광역시 | 부산광역시도 제44호선과 중복 |                                       |
| TN             | 오륜터널    |                                              | 금정구                                                            | 부산광역시 | 부산광역시도 제44호선과 중복 구 오륜터널 구서 방면 연장 485m 구 오륜터널 부두 방면 연장 410m 신 오륜터널 구서 방면 연장 520m 신 오륜터널 부두 방면 연장 405m |                                       |
| IC             | 구서        | 1호선 경부고속도로                           | 금정구                                                            | 부산광역시 | 부산광역시도 제44호선과 중복 |                                       |

## 특징
- 구서동 방향의 경우 일단 문현 나들목 등에서 진입할 경우 망미 나들목 이전에는 나갈 수 없다. 반대로 부두 방향의 경우 대연 나들목, 문현 나들목에서 진입할 수 없다.
- 오륜터널을 이용할 경우 편도 방향의 경우 2개의 터널로 분리된다.
- 자동차전용도로이나, 고속도로는 아니다.
- 금사 나들목은 부두 방향은 진입만 가능하고, 구서동 방향은 진출만 가능하다. 석대고가교 나들목은 그 반대이다.

## 사고
- 1999년 9월 10일 부산 지역에 기습적인 집중 폭우가 쏟아지면서 이날 오전 11시 50분에 대연 나들목 부근 황령산에서 대형 산사태가 발생하여 운행 중인 차량 3~4대를 덮쳤다. 이 산사태로 인하여 번영로 램프 일부가 무너져 황령로를 덮쳤고, 인근 육교까지 덮쳤다.[7][8][9]

## 주의사항
- 이 도로는 자동차 전용도로로 지정되어 있어 자전거, 보행자 등의 통행이 불가능하다. 이륜자동차(모터사이클 혹은 오토바이)의 경우 긴급자동차(싸이카 및 소방용 모터사이클 등)에 한해 통행이 가능하며 그 밖의 이륜자동차, 초소형전기자동차는 통행을 못한다.
- 이에 대한 대체도로로는 중앙대로, 수영로, 서동로 등이 있다.

## 같이 보기

### 관련 도로
- 부산광역시도 제22호선
- 아시안 하이웨이 1호선
- 아시안 하이웨이 6호선

### 일본 연결 관련
- 후쿠오카 고속 1호 가시선
- 뉴 카멜리아호